# Nathalie Lucia Hahnen
Nathalie Lucia Hahnen (* 1991) ist eine deutsche Schauspielerin deutsch-brasilianischer Herkunft.

## Leben und Wirken
Nathalie Lucia Hahnen besuchte während ihrer Schulzeit von 2006 bis 2012 die Schauspielschule JuniorHouse in Köln. In dieser Zeit absolvierte sie mehrere Workshops und wurde unter anderem von Klaus Prangenberg (2007) in Hörspiel-Techniken oder von Dagmar Seume in Camera-Acting unterrichtet.
Unter der Regie von Andreas Kleinert hatte Hahnen 2012 mit der Rolle der Maria neben Anna Loos und Roeland Wiesnekker ihr Fernsehdebüt im Kölner Tatort – Fette Hunde. Im selben Jahr nahm sie an der Internationalen Filmschule Köln (ifs) unter der Leitung von Kathleen Renish an einem mehrwöchigen Workshop in Acting in English teil.
In der Tatort-Reihe hatte sie 2013 erneut einen Auftritt in der Folge Eine andere Welt und spielte als eine der Hauptrollen in der Fernsehkomödie Der Weihnachtskrieg neben Janek Rieke und Sonsee Neu als deren Filmtochter Mara Wieland mit.
2014 übernahm Hahnen in der Folge "Die sind verliebt, die zählen nicht!" der erfolgreichen RTL-Serie Der Lehrer die Episodenhauptrolle Antonia. Sie und ihr Freund Nick, der von Til Schindler gespielt wurde, standen als junges Schüler-Paar vor der schweren Entscheidung eines Für oder Wider einer frühen Elternschaft, bei denen ihnen ihr Lehrer (Hendrik Duryn) beiseite stand.
2016 stand Hahnen als Denise in einer der Hauptrollen der Webserie World of Wolfram, die von der Kölner Produktionsfirma Eitelsonnenschein für Funk, das Online-Medienangebot der ARD und des ZDF für Jugendliche und junge Erwachsene, produziert wurde, vor der Kamera.
Unter der Regie von Till Endemann übernahm Hahnen 2017 in der historischen Romanverfilmung Wir sind doch Schwestern der UFA Fiction für die ARD Degeto/WDR die Rolle der Martha Janssen, eine der drei Schwestern, um 1915. Das historische Familiendrama erzählt das Leben dreier Schwestern. Die drei Janssen-Schwestern werden von insgesamt neun Schauspielerinnen dargestellt, die sie in jeweils drei gemeinsamen Lebensabschnitten um 1915, 1950 und 1994 zeigen. Die Rollen der anderen beiden Zeitebenen für die Figur Martha Janssen werden von Gertrud Roll (1994) und Caroline Ebner (1950) übernommen. Das Drehbuch schrieb die Grimme-Preisträgerin Heide Schwochow frei nach Motiven der gleichnamigen erfolgreichen Romanvorlage von Anne Gesthuysen.
Nach ihrem Abitur und parallel zur Schauspielerei studierte Hahnen an der Heinrich-Heine-Universität in Düsseldorf. Sie hat einen Bachelor of Science in Psychologie und studierte im Nebenfach Medien- und Kulturwissenschaften.
Neben Deutsch und Portugiesisch spricht Hahnen auch Englisch, Spanisch und Französisch.

## Filmografie (Auswahl)

### Fernsehen
- 2012: Tatort – Fette Hunde
- 2013: Danni Lowinski – Zwangspension
- 2013: Nichts mehr wie vorher
- 2013: Tatort – Eine andere Welt
- 2013: Der Weihnachtskrieg
- 2014: Der Lehrer – Die sind verliebt, die zählen nicht!
- 2015: SOKO Köln – Blutspuren
- 2016: Aufbruch
- 2017: SOKO Wismar – Gegenwind
- 2018: Wir sind doch Schwestern
- 2021: Morden im Norden – Ausgesetzt

### Kino
- 2010: Die Ausbildung/Ein Platz an der Sonne (AT)
- 2011: Ausreichend (Regie: Isabel Prahl)
- 2012: Der deutsche Freund (El amigo alemán)
- 2015: Vor der Morgenröte (Before Dawn)
- 2020: Vatersland

### Internet
- 2016: World of Wolfram (Webserie, Funk)
- 2018: Karacholand

## Hörspiele
- 2018: Dunja Arnaszus: Efeu – Regie: Dunja Arnaszus (Hörspiel – MDR)